# برئودیک
برئودیک (به هلندی: Breudijk) یک منطقهٔ مسکونی در هلند است که در ووردن واقع شده‌است. برئودیک ۱۹۰ نفر جمعیت دارد.